# 麻城明山水库
麻城明山水库是中华人民共和国湖北省黄冈市麻城市下辖的一个类似乡级单位。

## 行政区划
下辖以下地区：
明山水库虚拟社区。